# Дрімлюга канадський
Дрімлюга канадський (Antrostomus vociferus) — вид дрімлюгоподібних птахів родини дрімлюгових (Caprimulgidae). Мешкає в Північній Америці. Раніше вважався конспецифічним з мексиканським дрімлюгою.

## Опис
Довжина птаха становить 22-27 см, розмах крил 45-48 см, самці важать 43-63 г, самиці 44-61 г. Верхня частина тіла сіро-коричнева, поцяткована чорнувато-бурими смужками і плямками. Шия чорна, на горлі біла пляма. У самців три крайніх пари стернових пер на кінці білі. Дзьоб короткий.

## Поширення і екологія
Канадські дрімлюги гніздяться в центральній і східній Канаді та на сході США. Взимку вони мігрують на південь, до Флориди, узбережжя Мексиканської затоки, західної Мексики і Центральної Америки. Вони живуть в широколистяних і мішаних лісах, рідколіссях, на луках і водно-болотних угіддях. Зустрічаються на висоті до 3100 м над рівнем моря.

## Поведінка
Канадські дрімлюги ведуть присмерковий і нічний спосіб життя, найбільш активні у місячні ночі, на світанку та в присмерках. Живляться комахами, яких ловлять в польоті. Сезон розмноження триває з травня по липень. Відкладають яйця просто на землю, серед опалого листя. В кладці 1-2 яйця, серез 30-35 днів після відкладення яєць канадські дрімлюги можуть відкласти другу кладку. Інкубаційний період триває 19-21 день, пташенята починають літати через 15 днів після вилуплення.

## Збереження
МСОП класифікує стан збереження цього виду як близький до загрозливого. За оцінками дослідників, популяція канадських дрімлюг становить 1,8 мільйонів птахів. В період з 1970 по 2014 рік популяція скоротилася більш ніж на 60%. Канадським дрімлюгам загрожує знищення природного середовища.